# Nanqiao (köpinghuvudort i Kina, Hebei Sheng, lat 38,52, long 114,56)
Nanqiao är en köpinghuvudort i Kina. Den ligger i provinsen Hebei, i den norra delen av landet, omkring 220 kilometer sydväst om huvudstaden Peking. Antalet invånare är 29 508. Befolkningen består av 14 665 kvinnor och 14 843 män. Barn under 15 år utgör 20,0 %, vuxna 15-64 år 70 %, och äldre över 65 år 9,0 %.
Runt Nanqiao är det tätbefolkat, med 849 invånare per kvadratkilometer. Närmaste större samhälle är Chande, 14,7 km norr om Nanqiao. Trakten runt Nanqiao består till största delen av jordbruksmark.
Genomsnittlig årsnederbörd är 702 millimeter. Den regnigaste månaden är juli, med i genomsnitt 228 mm nederbörd, och den torraste är januari, med 4 mm nederbörd.